# Старенга, Мацей
Мацей Старенга (пол. Maciej Staręga, род. 31 января 1990 года, Седльце, Польша) — польский лыжник, участник Олимпийских игр в Сочи. Более успешно выступает в спринтерских гонках.
В Кубке мира Старенга дебютировал 20 ноября 2010 года, в декабре 2013 года первый раз попал в десятку лучших на этапе Кубка мира, в спринте. Всего на сегодняшний момент имеет 2 попадания в десятку лучших на этапах Кубка мира, 1 в личном и 1 в командном спринте. Лучшим достижением Старенги в общем итоговом зачёте Кубка мира является 133-е место в сезоне 2012-13.
На Олимпийских играх 2014 года в Сочи, стартовал в четырёх гонках: 15 км классическим стилем — 66-е место, спринт — 67-е место, командный спринт — 15-е место и эстафета — 15-е место.
За свою карьеру принимал участие в двух чемпионатах мира, лучший результат 12-е место в командном спринте на чемпионате мира 2013 года, а в личных гонках 33-е место в спринте на чемпионате мира 2011 года.
Использует лыжи и ботинки производства фирмы Fischer.